# HD49935
HD49935 — хімічно пекулярна зоря спектрального класу B8, що має видиму зоряну величину в смузі V приблизно  6,8.
Вона  розташована на відстані близько 643,3 світлових років від Сонця.

## Фізичні характеристики
Телескоп Гіппаркос зареєстрував фотометричну змінність  даної зорі з періодом    1,14 доби в межах від  Hmin= 6,89 до  Hmax= 6,83.